# Réseau des universités marines françaises
 (juillet 2013).
Si vous disposez d'ouvrages ou d'articles de référence ou si vous connaissez des sites web de qualité traitant du thème abordé ici, merci de compléter l'article en donnant les références utiles à sa vérifiabilité et en les liant à la section « Notes et références ».
Le réseau français des universités marines fédère les établissements dispensant des enseignements et développant la recherche et l'observation dans les domaines de la mer et du littoral, dans des champs pluridisciplinaires.
La fédération représente les universités françaises au European Marine Board (en) , aux côtés du CNRS et de l'Ifremer.

## Stations marines et observatoires
Les universités disposent de stations marines pour la plupart d'entre elles/ 

## Disciplines enseignées
- Biologie marine
- « Physique des océans »
- Sciences de la Terre
- Écologie,
- Environnement
- Ingénierie,
- Géographie
- « Chimie marine »
- Climat
- Droit
- Économie
- Énergie marine

## Universités partenaires
- Aix-Marseille Université[4]
- Sorbonne Université
- Université de Bretagne occidentale
- Université de Bretagne-Sud
- Université de Caen
- Université Lille
- Université du Littoral Côte d'Opale
- Université de Nantes
- Université de La Rochelle
- Université de Bordeaux
- Université Toulouse III - Paul Sabatier
- Université de Perpignan Via Domitia
- Université Montpellier
- Université Nice Sophia Antipolis
- Université de Toulon